# Jonathan James
Jonathan Joseph James (12 de dezembro de 1983 – 18 de maio de 2008), também conhecido como c0mrade, foi um hacker dos Estados Unidos da América, tendo sido a primeira pessoa de idade juvenil a ser encarcerado por cibercrime no seu país. Tinha 15 anos quando cometeu seu primeiro crime e 16 anos quando a sentença foi proferida. Morreu em 18 de maio de 2008, ao infligir um tiro de arma de fogo em si próprio.
Em junho de 1999, Jonathan invadiu os servidores da NASA e baixou códigos fonte de sistemas da ISS (estação espacial internacional). Quando foi identificado e detido, a polícia americana descobriu que ele estava trabalhando nos códigos para alterar parâmetros do sistema de suporte à vida da estação, tencionando matar os astronautas.
Este evento forçou a NASA a derrubar o sistema e os reparos custaram cerca de $ 41,000,000 aos cofres americanos.     